# Riviera Football Club
Actualités
Dernière mise à jour : 28 juillet 2025.
Le Riviera Football Club, abrégé en Riviera FC, est un club de football français situé à Saint-Jean-Cap-Ferrat dans les Alpes-Maritimes.
Le club est fondé en 2017 par la fusion de la Jeunesse sportive de Saint-Jean-Beaulieu, promue en National 3, avec le Football Club de Villefranche, situé à Villefranche-sur-Mer, pour donner le Villefranche-Saint-Jean-Beaulieu Football Club. La JS Saint-Jean-Beaulien a elle-même été fondée en 1956 par fusion de la Jeunesse sportive saint-jeannoise, situé à Saint-Jean-Cap-Ferrat, avec un club de Beaulieu-sur-Mer.
Après six saisons en National 3 entre 2017 et 2025, le Villefranche-Saint-Jean-Beaulieu Football Club change de nom en Riviera Football Club.
Le club évolue en National 3 en 2025-2026.
Depuis juin 2025, Hugo Lloris est actionnnaire du club,.

## Histoire
Le 1er juillet 2017, Le FCV et la JSSJB s’associent pour créer la VSJB, un club omnisports qui rassemble plusieurs disciplines,.

## Personnalités

### Présidents
Cédric Messina